# 静岡市立服織中学校
静岡市立服織中学校（しずおかしりつ はとりちゅうがっこう）は、静岡県静岡市葵区に所在する公立中学校。

## 沿革
- 1947年 - 服織村立服織中学校として開校。
- 1948年 - 現在地（当時の地番：服織村羽鳥740番地の4）に校舎が完成し移転。
- 1955年 - 静岡市立服織中学校に改称。
- 1957年 - 校歌制定
- 1964年 - 静岡市立南藁科中学校を併合。
- 1974年 - 体育館完成
- 1975年 - プール完成
- 2019年 - 正門フェンス新設工事完了

## 小学校区
- 静岡市立服織小学校
- 静岡市立服織西小学校
- 静岡市立南藁科小学校

## アクセス
- しずてつジャストライン藁科線 ｢服織中学校｣停留所から徒歩1分